# Pape Ibnou Ba
Pape Ibnou Ba, né le 5 janvier 1993 à Saint-Louis (Sénégal), est un footballeur international mauritanien qui joue au poste d'attaquant.

## Biographie

### Carrière en club

#### Début de carrière au Sénégal et au Liban (2012-2018)
Pape Ibnou commence sa carrière au club de sa ville, l'ASC La Linguère en première division sénégalaise. Pour sa première saison, il jouera 21 matchs pour 2 buts puis la saison suivante, il jouera 15 matchs pour 5 buts inscrits et lors de la saison 2014-2015, il inscrira 7 buts en 20 matchs,. C'est lors de la saison 2015-2016 que Pape Ibnou Ba explose puisqu'il inscrit 17 buts en 26 matchs, termine meilleur buteur du championnat sénégalais et bat le record de buts inscrits sur une saison par un joueur dans le championnat.
Il quitte l'ASC La Linguère pour rejoindre le Stade de Mbour où il ne jouera que 7 matchs pour 3 buts. Il part en prêt au Liban au club de Al Ahed, où il ne jouera que 7 matchs mais marquera tout de même 5 buts dont 3 en championnat en plus de délivrer 4 passes décisives et terminera champion du Liban avec son équipe,. Il retourne au Sénégal au Stade de Mbour où il jouera durant la première partie de saison, 9 matchs pour 5 buts et deux passes décisives,,,.

#### Arrivée en France à l'Athlético Marseille (2018-2020)
Pour son arrivée en France, il marque 8 buts en 13 apparitions dans le championnat de National sous les couleurs de l'Athlético Marseille. Cette demi-saison lui permet d'être courtisé par plusieurs clubs de Ligue 2 néanmoins le président de l'Athlético Marseille demande une indemnité de transfert importante qu'aucun club ne voudra payer et donc il est contraint de rester au club bien que celui-ci soit relégué en National 2.
La saison suivante, en National 2, il termine meilleur buteur de la poule avec un total de 27 réalisations. De nouveau contraint de rester au club, il poursuit sur sa lancée en National 3 à la suite de la rétrogradation du club marseillais où il inscrit 13 buts en 17 rencontres. Il reste à ce jour, le meilleur buteur de l'histoire du club phocéen avec 54 réalisations.

#### Premier contrat professionnel aux Chamois niortais (2020-2021)
Après 3 saisons passées à l'Athlético Marseille, Pape Ibnou Ba signe son premier contrat professionnel aux Chamois niortais pour deux saisons.
Pour sa première saison en Ligue 2, il impressionne et devient indispensable aux chamois en devenant le meilleur buteur de l'équipe puisqu'il inscrit, en championnat, 14 buts en 36 matchs. Il commencera la saison 2021-2022 avec les Chamois niortais où il jouera 5 matchs pour aucun but marqué.

#### Transfert au Havre (2021-2022)
Le 31 août 2021, en fin de mercato et encore en contrat avec les Chamois niortais, il rejoint Le Havre AC pour un transfert avoisinant 1,5 million d'euros. Il signe un contrat avec le club normand jusqu'en 2024. Il réalise une deuxième saison en Ligue 2 plutôt décevante puisqu'il inscrit seulement 3 buts en 30 matchs dont 25 matchs avec Le Havre AC.

#### Prêt au Pau FC (2022-2023)
Après une saison en Ligue 2 décevante, il est prêté au Pau FC qui évolue dans le même championnat. Il jouera seulement 8 matchs de championnat pour 1 but à cause d'une blessure dont il doit se faire opérer,,.

#### Nouveau prêt puis départ à l'US Concarneau (2023-2024)
Pour la saison 2023-2024, il est de nouveau prêté en Ligue 2, à l'US Concarneau, où il inscrit son premier but lors de son deuxième match avec les Thoniers, face à l'US Quevilly-Rouen. Avec les Thoniers, il inscrit son premier doublé en Ligue 2, depuis janvier 2021, lors de la victoire face à Dunkerque, où Nassim Chadli, son coéquipier inscrira aussi un doublé,.
Durant le mercato d'hiver, il rompt son contrat avec Le Havre AC et donc son prêt à l'US Concarneau et signe à l'USC jusqu'à la fin de la saison. Cette manœuvre a eu lieu afin de permettre l'arrivée de Kandet Diawara qui aurait été bloqué par la limite du nombre de prêt d'un club à un autre (maximum 2) qui était déjà atteinte entre Le Havre AC et l'US Concarneau. Pour son premier match en tant que Thonier, il inscrit le but de la victoire de l'USC face à Valenciennes et récidive lors du match suivant face à Annecy en plus de délivrer une passe décisive pour Clément Rodrigues.
Le buteur mauritanien termine la saison avec 12 buts inscrits en championnat et termine huitième meilleur buteur du championnat.

#### Départ à Troyes (depuis 2024)
À la suite de la relégation de l'US Concarneau en National, Ba quitte le Finistère pour l'ESTAC Troyes, club repêché en Ligue 2, où il signe un contrat de 2 saisons. Il inscrit son premier but avec l'ESTAC face au FC Metz. 

### Carrière internationale
Il fait sa première apparition en sélection nationale de Mauritanie le 30 décembre 2021 face au Burkina Faso et marque son premier but international lors de sa 2e sélection, face au Gabon. Il participe à la Coupe d'Afrique des nations 2021 avec la Mauritanie qui sera éliminé dès la phase de poule sans avoir marqué un seul but. Il inscrit son deuxième but en sélection en octobre 2023 lors d'un match amical face au Burkina Faso. En décembre 2023, il est retenu dans la liste des vingt-cinq joueurs mauritaniens sélectionnés par Amir Abdou pour disputer la Coupe d'Afrique des nations 2023.

## Statistiques

### Statistiques détaillées
| Saison                | Club                    | Championnat           | Championnat | Championnat | Championnat | Coupe(s) nationale(s) | Coupe(s) nationale(s) | Coupe(s) nationale(s) | Supercoupe | Supercoupe | Supercoupe | Barrages d'accession | Barrages d'accession | Barrages d'accession | Mauritanie | Mauritanie | Mauritanie | Total | Total | Total |
| Saison                | Club                    | Division              | M.          | B.          | P.d.        | M.                    | B.                    | P.d.                  | M.         | B.         | P.d.       | M.                   | B.                   | P.d.                 | M.         | B.         | P.d.       | M.    | B.    | P.d.  |
| 2012-2013             | ASCE Linguère           | Ligue 1               | 21          | 2           | 0           | -                     | -                     | -                     | -          | -          | -          | -                    | -                    | -                    | -          | -          | -          | 21    | 2     | 0     |
| 2013-2014             | ASCE Linguère           | Ligue 1               | 15          | 5           | 2           | -                     | -                     | -                     | -          | -          | -          | -                    | -                    | -                    | -          | -          | -          | 15    | 5     | 2     |
| 2014-2015             | ASCE Linguère           | Ligue 1               | 20          | 7           | 4           | -                     | -                     | -                     | -          | -          | -          | -                    | -                    | -                    | -          | -          | -          | 20    | 7     | 4     |
| 2015-2016             | ASCE Linguère           | Ligue 1               | 26          | 17          | 6           | -                     | -                     | -                     | -          | -          | -          | -                    | -                    | -                    | -          | -          | -          | 26    | 17    | 6     |
| Sous-total            | Sous-total              | Sous-total            | 82          | 31          | 12          | 0                     | 0                     | 0                     | 0          | 0          | 0          | 0                    | 0                    | 0                    | 0          | 0          | 0          | 82    | 31    | 12    |
| 2016-2017             | Stade de Mbour          | Ligue 1               | 7           | 3           | 0           | -                     | -                     | -                     | -          | -          | -          | -                    | -                    | -                    | -          | -          | -          | 7     | 3     | 0     |
| 2017-2018             | Stade de Mbour          | Ligue 1               | 8           | 4           | 2           | -                     | -                     | -                     | 1          | 1          | 0          | -                    | -                    | -                    | -          | -          | -          | 9     | 5     | 2     |
| Sous-total            | Sous-total              | Sous-total            | 15          | 7           | 2           | 0                     | 0                     | 0                     | 1          | 1          | 0          | 0                    | 0                    | 0                    | 0          | 0          | 0          | 16    | 8     | 2     |
| 2017                  | Al Ahed Beyrouth (prêt) | Premier League        | 5           | 3           | 4           | 2                     | 2                     | 0                     | -          | -          | -          | -                    | -                    | -                    | -          | -          | -          | 7     | 5     | 4     |
| Sous-total            | Sous-total              | Sous-total            | 5           | 3           | 4           | 2                     | 2                     | 0                     | 0          | 0          | 0          | 0                    | 0                    | 0                    | 0          | 0          | 0          | 7     | 5     | 4     |
| 2018                  | GS Consolat             | National              | 13          | 8           | 0           | -                     | -                     | -                     | -          | -          | -          | -                    | -                    | -                    | -          | -          | -          | 13    | 8     | 0     |
| 2018-2019             | Athlético Marseille     | National 2            | 28          | 27          | 1           | 1                     | 1                     | 0                     | -          | -          | -          | -                    | -                    | -                    | -          | -          | -          | 29    | 28    | 1     |
| 2019-2020             | Athlético Marseille     | National 3            | 17          | 13          | 0           | 7                     | 5                     | 0                     | -          | -          | -          | -                    | -                    | -                    | -          | -          | -          | 24    | 18    | 0     |
| Sous-total            | Sous-total              | Sous-total            | 58          | 48          | 1           | 8                     | 6                     | 0                     | 0          | 0          | 0          | 0                    | 0                    | 0                    | 0          | 0          | 0          | 66    | 54    | 1     |
| 2020-2021             | Chamois niortais        | Ligue 2               | 36          | 14          | 3           | 0                     | 0                     | 0                     | -          | -          | -          | 2                    | 1                    | 0                    | -          | -          | -          | 38    | 15    | 3     |
| 2021                  | Chamois niortais        | Ligue 2               | 5           | 0           | 0           | -                     | -                     | -                     | -          | -          | -          | -                    | -                    | -                    | -          | -          | -          | 5     | 0     | 0     |
| Sous-total            | Sous-total              | Sous-total            | 41          | 14          | 3           | 0                     | 0                     | 0                     | 0          | 0          | 0          | 2                    | 1                    | 0                    | 0          | 0          | 0          | 43    | 15    | 3     |
| 2021-2022             | Le Havre AC             | Ligue 2               | 25          | 3           | 0           | 2                     | 1                     | 0                     | -          | -          | -          | -                    | -                    | -                    | 9          | 1          | 1          | 36    | 5     | 1     |
| 2022                  | Le Havre AC             | Ligue 2               | 1           | 0           | 0           | -                     | -                     | -                     | -          | -          | -          | -                    | -                    | -                    | -          | -          | -          | 1     | 0     | 0     |
| Sous-total            | Sous-total              | Sous-total            | 26          | 3           | 0           | 2                     | 1                     | 0                     | 0          | 0          | 0          | 0                    | 0                    | 0                    | 9          | 1          | 1          | 37    | 5     | 1     |
| 2022-2023             | Pau FC (prêt)           | Ligue 2               | 8           | 1           | 0           | 1                     | 0                     | 0                     | -          | -          | -          | -                    | -                    | -                    | 3          | 0          | 0          | 12    | 1     | 0     |
| Sous-total            | Sous-total              | Sous-total            | 8           | 1           | 0           | 1                     | 0                     | 0                     | 0          | 0          | 0          | 0                    | 0                    | 0                    | 3          | 0          | 0          | 12    | 1     | 0     |
| 2023-2024             | US Concarneau           | Ligue 2               | 31          | 12          | 3           | 0                     | 0                     | 0                     | -          | -          | -          | -                    | -                    | -                    | 12         | 1          | 0          | 43    | 13    | 3     |
| Sous-total            | Sous-total              | Sous-total            | 31          | 12          | 3           | 0                     | 0                     | 0                     | 0          | 0          | 0          | 0                    | 0                    | 0                    | 12         | 1          | 0          | 43    | 13    | 3     |
| 2024-2025             | ESTAC Troyes            | Ligue 2               | 19          | 2           | 0           | 2                     | 1                     | 0                     | -          | -          | -          | -                    | -                    | -                    | 2          | 0          | 0          | 23    | 3     | 0     |
| Sous-total            | Sous-total              | Sous-total            | 19          | 2           | 0           | 2                     | 1                     | 0                     | 0          | 0          | 0          | 0                    | 0                    | 0                    | 2          | 0          | 0          | 23    | 3     | 0     |
| Total sur la carrière | Total sur la carrière   | Total sur la carrière | 285         | 121         | 25          | 15                    | 10                    | 0                     | 1          | 1          | 0          | 2                    | 1                    | 0                    | 26         | 2          | 1          | 329   | 135   | 26    |

### Liste des matchs internationaux

#### Buts internationaux
| 0   | Date            | Lieu                             | Compétition  | Résultat | Adversaire   | Détail | Détail | Sél. |
| --- | --------------- | -------------------------------- | ------------ | -------- | ------------ | ------ | ------ | ---- |
| 1er | 4 janvier 2022  | Dubai Police Club Stadium, Dubaï | Match amical | N 1-1    | Gabon        | 77e    | 1-1    | 2e   |
| 2e  | 17 octobre 2023 | Stade Père-Jégo, Casablanca      | Match amical | P 1-2    | Burkina Faso | 65e    | 1-2    | 15e  |